# Marzyana Corona
Marzyana Corona est une corona, formation géologique en forme de couronne, située sur la planète Vénus par -53° S et 67,5° E. Elle est localisée dans le quadrangle de Fredegonde. Elle a été nommée en référence à Marzyana, déesse slave du grain et de la fertilité. 

## Géographie et géologie
Marzyana Corona couvre une surface circulaire d'environ 550 km de diamètre. Cette formation fait partie des 34 coronae de plus de 500 km de diamètre sur la surface de Vénus.